# Andreson
Andreson, właśc. Andreson Dourado Ribas (ur. 23 kwietnia 1985 w Miguel Calmon) – brazylijski piłkarz występujący na pozycji obrońcy lub pomocnika w klubie Jacobina EC.

## Kariera klubowa
Wchowanek klubu Pão de Açúcar EC z São Paulo, gdzie w 2003 roku rozpoczął karierę na poziomie seniorskim. Z powodu braku członkostwa w federacji stanowej zespół ten występował w rozgrywkach spoza oficjalnego systemu ligowego CBF. W 2006 roku Andreson został wraz z innymi piłkarzami Pão de Açúcar EC wypożyczony do CA Juventus, w barwach którego grał w Campeonato Paulista. W styczniu 2007 roku podpisał kontrakt z litewskim zespołem FC Vilnius. 7 kwietnia 2007 roku zadebiutował w A lydze w zremisowanym 0:0 meczu przeciwko FK Vėtra. Ogółem w litewskiej ekstraklasie rozegrał on 20 spotkań i zdobył 1 bramkę.
W sierpniu 2007 roku Andreson odbył testy w Zagłębiu Sosnowiec, a następnie w ŁKS Łódź, który zdecydował się wypożyczyć go na rok z FC Vilnius. 15 września 2007 zadebiutował w I lidze w wygranym 3:0 meczu z Zagłębiem Sosnowiec. Na początku 2008 roku został on oddelegowany do gry w satelickim klubie ŁKS Stali Głowno, dla której rozegrał 1 ligowy mecz. Po zakończeniu sezonu 2007/08 powrócił on do Brazylii, gdzie występował w zespołach z niższych kategorii rozgrywkowych oraz - w sezonie 2016 - CD Monte Carlo z Makau.